# イギリス海兵隊総司令官
イギリス海兵隊総司令官（イギリスかいへいたいそうしれいかん、Commandant General Royal Marines）はイギリス海兵隊における職業軍人の最上位の役職。この称号は1943年から存在し、それ以前は海兵隊高級副官（Adjutant-General Royal Marines）と称されていた。海兵隊総司令官は、第一海軍卿に助言する責任を負い、またイギリス海兵隊諸部隊に対する戦列上の責任を負う。これに次ぐ地位として、副総司令官（Deputy Commandant General）が設けられており、准将が就任する。
もともと、海兵隊総司令官は大将の階級を有していた。しかし、ここ60年の間にイギリス海兵隊の規模縮小と軌を一にして、1977年に中将、1996年には少将に格下げされてきた。この地位は、アメリカ海兵隊におけるアメリカ海兵隊総司令官のカウンターパートであるが、アメリカ海兵隊総司令官は大将である。

## 連合王国水陸両用軍司令官
この役職は、2001年にイギリス艦隊戦闘幕僚（Fleet Battle Staff）が創設されて以来、同時にイギリス水陸両用軍司令官（Commander United Kingdom Amphibious Forces, COMUKAMPHIBFOR）でもある。イギリス水陸両用軍司令官は展開可能な2つの少将級の海上作戦司令官のひとつであり、もうひとつのイギリス海洋軍司令官（Commander United Kingdom Maritime Forces, COMUKMARFOR） とともに、水陸両用戦および沿海域戦に対する特定の責任を担っている。

## 海兵隊元帥
イギリス海兵隊には、海兵隊元帥（Captain General Royal Marines）がいるが、これは儀礼上の役職である。2017年に前王配エディンバラ公が公務を引退するのに伴い、チャールズ皇太子（当時）の次男である サセックス公がその地位にあった が2020年3月31日にサセックス公が王室を離脱して以降は空席が続いた。2022年10月28日、バッキンガム宮殿は、海兵隊元帥をチャールズ国王が引き継ぐと発表した。
海兵隊元帥は、陸軍元帥の制服と階級章を着用する。

海兵隊元帥の階級章

### 海兵隊名誉連隊長
- ジョージ5世:任1901年1月1日-1936年1月20日
- エドワード8世:任1936年3月23日-1936年12月11日
- ジョージ6世:任1936年12月11日-1948年10月8日

### 海兵隊元帥
- ジョージ6世:任1948年10月8日-1952年2月6日
- フィリップ (エジンバラ公):任1953年6月1日-2017年12月19日
- ヘンリー (サセックス公):任2017年12月9日-2020年3月31日
- チャールズ3世 (イギリス王)：任2022年-